# محمد فهمي (وزير)
العميد محمد فهمي (23 مايو 1958 في بيروت، لبنان -) سياسي لبناني، شغل منصب وزير الداخلية والبلديات في حكومة حسان دياب في 21 يناير 2020، وفي 10 أغسطس 2020، استقالت الحكومة، وتولى تصريف الأعمال لحين تشكيل حكومة نجيب ميقاتي الثالثة في 10 سبتمبر 2021.

## سيرة شخصية
حاصل على ماجستير إدارة أعمال وموارد بشرية، ودبلوم في الإدارة العليا من جامعة جيمس ماديسون، فرجينيا، الولايات المتحدة.
كان ضابطا في مديرية المخابرات منذ عام 1990 وحتى 1997، وبعدها شغل منصب رئيس فرع الأمن العسكري من عام 1997 حتى عام 2006، ثم شغل رئاسة المركز اللبناني للأعمال المتعلق بالألغام بعد حرب لبنان 2006 ولغاية عام 2012، ثُمّ عُيّن قائدًا لمنطقة جبل لبنان العسكرية لغاية العام 2016.

## استقالة الحكومة
في 10 أغسطس 2020، أعلن حسان دياب استقالة حكومته على خلفية انفجار مرفأ بيروت الذي وقع في 4 أغسطس 2020، على أن تقوم الحكومة بتصريف الأعمال لحين تشكيل حكومة جديدة.